# AIK Bandy
AIK Bandy er en bandyklub fra Solna, Sverige. Klubben blev grundlagt i 1905, og har vundet det svenske mesterskab i bandy for herrer i 1909, 1914 og 1931. For damer er det blevet femten mesterskaber: i 1988, 1990, 1995, 1996, 1998, 1999, 2000, 2003, 2004, 2005, 2006, 2008 2010, 2012 og 2014.